# Корисні копалини Гондурасу
Основні корисні копалини Гондурасу - золото, мідь, свинець, цинк, срібло, вугілля.Розробка їх ведеться переважно іноземними компаніями, які добувають і експортують копалани.
Є відкриті родовища залізняку, такоперспективи для видобутку нафти. 
На таблиці зображеноо основні корисні копалини Гондурасу станом на 1998-99 роки.
| Корисні копалини   | Запаси       | Запаси   | Вміст корисного компоненту в рудах, % | Частка у світі, % |
| Корисні копалини   | Підтверджені | Загальні | Вміст корисного компоненту в рудах, % | Частка у світі, % |
| Золото, тонн       | 17           | 56       | 1,55 г/т                              |                   |
| Мідь, тис. тонн    | 35           | 75       | 0,4 (Cu)                              |                   |
| Свинець, тис. тонн | 279          | 329      | 2,8 (Pb)                              | 0,2               |
| Срібло, тонн       | 980          | 2560     | 100 г/т                               | 0,2               |
| Стибій, тис. тонн  | 10           | 10       | 15 (Sb)                               | 0,2               |
| Вугілля, млн тонн  | 21           | 21       |                                       |                   |
| Цинк, тис. тонн    | 648          | 781      | 9 (Zn)                                | 0,2               |